# Otto von Czanewicz
Otto von Czanewicz (1372 urkundlich genannt) war ein sächsischer Amtshauptmann und Rittergutsbesitzer.

## Leben
Er stammte aus einem Adelsgeschlecht, wurde Besitzer des Rittergutes Neiden und erwarb Grundbesitz in der Stadt Torgau.
Im Jahre 1372 wird er als Hauptmann des sächsischen Amtes Torgau urkundlich erwähnt.